# Thesium umbelliferum
Thesium umbelliferum är en sandelträdsväxtart som beskrevs av Arthur William Hill. Thesium umbelliferum ingår i släktet spindelörter, och familjen sandelträdsväxter. Inga underarter finns listade i Catalogue of Life.